# Lars Hellsten

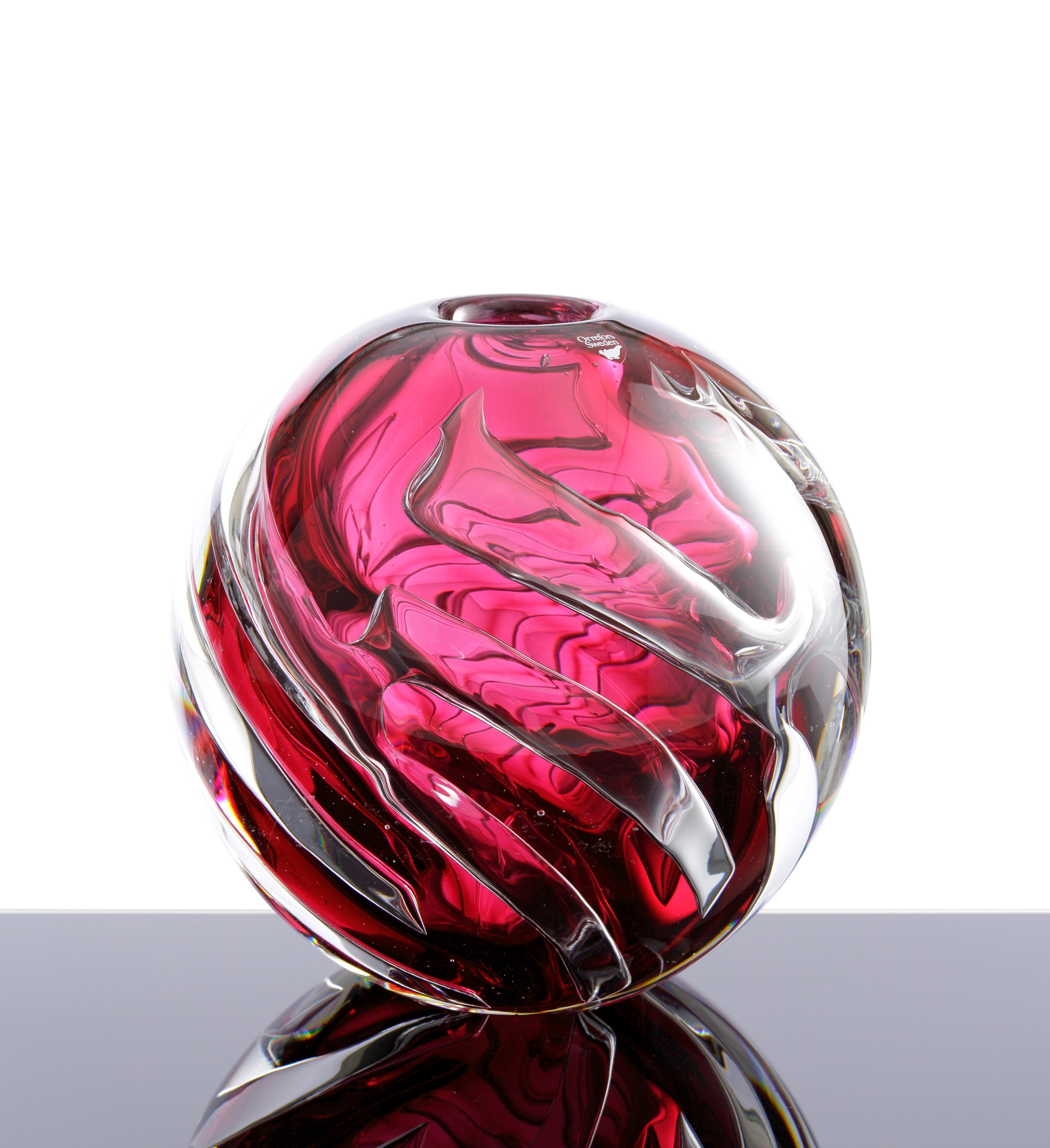
Röd Ariel-vas av Lars Hellsten för Orrefors 1986

Lars Hellsten, född 18 juli 1933 i Stockholm, död 16 februari 2022 i Nybro, var en svensk glaskonstnär. 
Hellsten var formgivare vid Skrufs glasbruk 1964–1972 och från 1972 vid Orrefors glasbruk. Han har gjort flera offentliga utsmyckningar bland annat för hotell och sjukhus.
Hellsten finns representerad vid Nationalmuseum i Stockholm, Smålands museum, Nordiska museet, Hallands kulturhistoriska museum, Röhsska museet och Victoria and Albert Museum.